# 화성시의 마을버스
화성시의 마을버스는 경기도 화성시를 중심으로 운행하는 소규모 대중교통으로, 10개의 운수업체가 61개 노선을 운영하고 있다.

## 운임
화성시의 마을버스 요금 체계는 경기도의 버스요금 체계를 따르나 독자적인 요금이 적용된다.
2019년 11월 23일 기준이다.
| 종류 | 나이                                 | 현금 (원) | 카드 (원) |
| ---- | ------------------------------------ | --------- | --------- |
| 마을 | 어른 (일반, 만 19세 이상)            | 1,400     | 1,350     |
| 마을 | 청소년 (중·고등학생, 만 13세 ~ 18세) | 1,000     | 950       |
| 마을 | 어린이 (초등학생, 만 7세 ~ 12세)     | 700       | 680       |

그리고 2020년 11월부로 화성시 무상교통이 시행된다. (무상교통 신청시에만)
신청자격은 2020년 기준으로 만 7세 이상 만 18세 미만 청소년이다. (추후 확대)
적용대상, 신청방법 등의 자세한 사항은 화성시 무상교통 사이트에서 확인할 수 있다

## 운수 업체
- 금오운수
- 매봉여객
- 명승교통
- 부광운수
- 산척여객
- 소망교통
- 제부마을버스
- 청진교통
- 향남교통
- 화성순환여객
- 수성여객

## 노선
| 노선 번호      | 운행사       | 운행구간                        | 운행구간 | 운행구간                        | 경유지 | 운행 횟수                    | 배차 간격         | 비고                                             |
| -------------- | ------------ | ------------------------------- | -------- | ------------------------------- | --- | ---------------------------- | ----------------- | ------------------------------------------------ |
| 1 (공영)       | 화성순환     | 사강                            | ↔        | 궁평유원지                      | 칠곡리, 전곡리, 광평리, 매화리 (홍법리, 사곶리) | 11회                         |                   | 07:50, 09:55: 지화2리 방면 운행                  |
| 2 (공영)       | 화성순환     | 사강                            | ↔        | 남양 금당리                     | (삼존리) 송정리, 원천리, 우림아파트, 남양성지, 화성시청, 대광아파트 해문리, 마도, 청원리 | 12회                         |                   | 11:40: 지화2리 방면 운행                         |
| 3 (공영)       | 화성순환     | 사강                            | ↔        | 송산면 청원리                   | 지화1리· 지화2리· 중송1리· 고포3리 삼존리, 마도 | 16회                         |                   | 08:35: 마도, 금당리 방면 운행                    |
| 4 (공영)       | 화성순환     | 사강                            | ↔        | 사강                            | 독지리· 형도· 마산리· 고포리· 중송1리 | 14회                         |                   | 16:50: 삼존리 방면 운행                          |
| H1             | 화성도시공사 | 장지동(동탄2차고지)             | ↔        | 반월동(신영통현대타운.두산위브) | 동탄호수공원, 동탄역, 한미약품, 한림대병원 | 55회                         | 10~30분           |                                                  |
| H2             | 화성도시공사 | 장지동(장지동농협)              | ↔        | 병점역                          | 한일타운아파트, 우남아파트, 서동탄역.신일해피트리 (중), 모아미래도.우림필유.평생학습관(중), 새강마을.휴먼시아, 나루마을.한화꿈에그린2차, 에일린의뜰.중흥S클래스에코벨리, 행복주택.동탄경찰서, 의료시설부지, 한화.린스트라우스 → 동탄역(동측) → 롯데캐슬.포스코더샵 → 한화.린스트라우스 → 이후 역순 | 61회                         | 10~24분           |                                                  |
| 3-2            | 소망운수     | 화성중고등학교                  | ↔        | 오산역환승센터                  | 발안초교, 향남읍행정복지센터, 백토리, 동오리, 갈천리, 정남초교, 가장산업단지, 오산대학교 | 170                          |                   |                                                  |
| H4             | 수성여객     | 진안동(병점역.화성청년지원센터) | ↔        | 동탄2차고지                     | 동부출장소.병점초등학교, 진안동, 롯데시네마, 주공11단지.우남퍼스트빌2차, 신미주아파트.주공6단지, 능동은행사거리, 센트럴파크, 메타폴리스(중), 동탄홈플러스.다은마을삼성래미안, 동탄보건지소.우체국, 예당고사거리, 푸르지오.한미약품, 상록.테크노벨리.GS자이, 롯데캐슬.포스코더샵, 공공청사부지, 레이크빌.하우스디더레이크, 우미린2차.호수부영3차, 아이원.자이파밀리에 | 12회                         | 20분              | 심야시간에만 운행                                |
| H5             | 수성여객     | 진안동(병점역.화성청년지원센터) | ↔        | 동탄2차고지                     | 동부출장소.병점초등학교, 진안동, 롯데시네마, 주공11단지.우남퍼스트빌2차, 신미주아파트.주공6단지, 능동은행사거리, 센트럴파크, 메타폴리스(중), 동탄홈플러스.다은마을삼성래미안, 동탄보건지소.우체국, 예당고사거리, 푸르지오.한미약품, 상록.테크노벨리.GS자이, 롯데캐슬.포스코더샵, 공공청사부지, 레이크빌.하우스디더레이크, 우미린2차.호수부영4차, 아이원.자이파밀리에 | 12회                         | 20~30분           | 심야시간에만 운행                                |
| 5              | 청진교통     | 오산역환승센터1층               | ↔        | 아이원.호수자이파밀리에         | 오색시장, 오산종합운동장, 운암주공1단지후문, 오산장례식장후문, DM디스플레이, 화남초 ,한화포레나, 레이크자연앤푸르지오, 계룡리슈빌.금호어울림 | 13회                         | 15~45분           |                                                  |
| 5-2            | 제부마을     | 제부도입구                      | ↔        | 남양 대광아파트                 | 전곡항, 전곡리, 송산(사강), 마도, 우림아파트, 남양성지, 화성시청 | 1회                          | -                 |                                                  |
| 5-2            | 제부마을     | 제부도입구                      | ↔        | 서신                            | | 3회                          | -                 |                                                  |
| H6(A)          | 수성여객     | 서동탄역                        | ↔        | 서동탄역                        | 푸른마을.두산위브 → 나래울 →경남아너스빌 → 동탄3동행정복지센터 → 능동은행사거리 → 메타폴리스 → 동탄보건지소.우체국 → 푸르지오.한미약품 → 상록.테크노밸리.GS자이 → 계룡.영천초 → 반도1차.경남 → 반도4차.동탄4동복지센터 → 반도유보라.센트럴푸르지오 → 한화.호반.대원 → 리베라CC → 공공청사부지 →에일린의뜰.중흥S클레스에코밸리 → 사랑의교회 → 노작마을 → 포스코정문앞 → 풍성신미주(중) → 모아미래도.우림필유.평생학습관(중)                                                                                                  | 1일 6회 주말 3회             | 60분              | 심야시간에만 운행                                |
| H6(B)          | 수성여객     | 서동탄역                        | ↔        | 서동탄역                        | 푸른마을.두산위브 → 나래울 →경남아너스빌 → 동탄3동행정복지센터 → 능동은행사거리 → 메타폴리스 → 동탄보건지소.우체국 → 푸르지오.한미약품 → 상록.테크노밸리.GS자이 → 계룡.영천초 → 반도1차.경남 → 반도4차.동탄4동복지센터 → 반도유보라.센트럴푸르지오 → 한화.호반.대원 → 리베라CC → 공공청사부지 →에일린의뜰.중흥S클레스에코밸리 → 사랑의교회 → 노작마을 → 포스코정문앞 → 풍성신미주(중) → 모아미래도.우림필유.평생학습관(중)                                                                                                  | 1일 6회 주말 3회             | 60분              | 심야시간에만 운행                                |
| 6              | 청진교통     | 반송동(새강마을.휴먼시아)       | ↔        | 반송동(솔빛마을.서해.쌍용)      | 나루마을.한화꿈에그린2차 → 에일린의뜰 → 신미주아파트 → 신도브래뉴아파트 |                              | 20                |                                                  |
| 6-1            | 소망교통     | 쌍용아파트                      | ↔        | 수원역 (환승센터)               | 임광3차, 수원대, 기안신미주, 수원산업단지, 권선구청 | 71회                         | 12~15분           |                                                  |
| 6-3            | 소망운수     | 수원과학대                      | ↔        | 수원역 (환승센터)               | 그린피아, 수원대, 배양2통, 수원산업단지, 고현초등학교 | 20회                         | 40~50분           |                                                  |
| 6-4            | 다원교통     | 수원과학대                      | ↔        | 수원역 (환승센터)               | 그린피아호텔, 수원대학교, 기안2통, 배양2리, 동철전자, 거산.대원아파트, 고현초등학교, 고색동입구, 동남아파트 → 수원역.역전시장 → 수원역환승센터 → 애경백화점후문 → 이후 역 | 10회                         | 80~120회          |                                                  |
| H7             | 향남교통     | 장짐리(장짐교차로)              | ↔        | 상신리(향남주공18단지)          | 화성문화원.향남환승터미널, 화성소방서.향남홈플러스, 에일린의뜰, 방축리, 향남주공1.2단지, 향남부영3단지, 향남부영6단지, 하길중학교, 향남부영13단지, 상신하길로주택, 향남부영16단지 | 12회                         | 20~25분           | 심야시간에만 운행                                |
| H7-1           | 향남교통     | 상신리                          | ↔        | 남양리                          | 향남부영16단지, 상신하길로주택, 향남부영13단지, 하길중학교, 향남부영6단지, 향남부영3단지, 향남주공1.2단지, 방축리, 단독주택단지, 에일린의뜰, 화성소방서.향남홈플러스, 화성문화원.향남환승터미널, 장짐교차로, 화성중학교.화성고등학교 , 팔탄초등학교, 팔탄면행정복지센터, 구장사거리, 율암삼거리, 한미약품, 금광포란재아파트, 무송교차로, 무송1통마을입구, 대광아파트, 화성시청, 남양뉴타운 | 1회                          | 심야시간에만 운행 |                                                  |
| 7              | 매봉여객     | 영신여고                        | ↔        | 야목4리                         | 천천리, 원평리, 매송면행정복지센터, 송라리, 야목리, 빈정, 숙곡리 |                              |                   |                                                  |
| 7-1            | 매봉여객     | 수원과학대                      | ↔        | 신미주아파트                    | 수원신학교, 협성대, 봉담읍행정복지센터, 봉담택지 동화1~5단지, 봉담푸르지오, 수원대, 기안동 |                              |                   |                                                  |
| H8             | 제부마을버스 | 상리(장안대후문)                | ↔        | 와우리(수원대학교)              | 삼봉마을.신안인스빌, 봉담읍행정복지센터, 봉담중.고등학교, 동일하이빌.화성고용센터, 동화중학교.동화초등학교, 주공5단지, 효행초등학교, 아이파크정문, 신명아파트, 수원대입구 | 평일 10회 주말 5회           | 15~30분           | 심야시간에만 운행                                |
| 9              | 수성여객     | 수영리 쌍용아파트               | ↔        | 한신아파트                      | 수영초등학교, 와우초등학교, 수원대, 신명아파트, 효행초교, 동화5~1단지, 봉담고 | 56회                         | 15분              |                                                  |
| 9-1            | 수성여객     | 수영리                          | ↔        | 수원대학교                      | 수영오거리, 봉담읍행정복지센터, 봉담고등학교, 동화1·6·5단지, 효행초교, 신명아파트 | 34회                         | 25분              |                                                  |
| H9             | 산척여객     | 동탄역                          | ↔        | 방교동(방교동일반산업단지)      | 린스트라우스.한화, 신리천리베라마을, 창의고, 서희스타힐스.호수부영1차, 정현초.청림중, 우미린2차.호수부영3차, 동탄호수공원, 경기도시공사동탄사업단, 산척리 |                              | 16분              |                                                  |
| 10             | 향남교통     | 발안바다마트                    | ↔        | 남양농협                        | 화성고, 팔탄면행정복지센터, 창곡리, 청요사거리, 하저리, 무송리, 대광아파트, 화성시청 | 3회                          |                   |                                                  |
| 10-1           | 향남교통     | 발안바다마트                    | ↔        | 노하산업단지                    | 화성고, 팔탄면행정복지센터, 율암리, 노하리 | 7회                          |                   |                                                  |
| 10-1           | 향남교통     | 발안바다마트                    | ↔        | 노하산업단지                    | 화성고, 팔탄면행정복지센터, 율암리, 노하리 | 7회                          |                   |                                                  |
| 10-2           | 향남교통     | 발안바다마트                    | ↔        | 기천3리                         | 화성고, 지월리, 팔탄면행정복지센터, 구장삼거리, 기천리 | 3회                          |                   |                                                  |
| 10-3           | 향남교통     | 발안바다마트                    | ↔        | 나은병원                        | 화성고, 율암온천, 덕천리, 덕우리, 월문리 | 11회                         | 50~130분          |                                                  |
| H10-4(공영)    | 화성도시공사 | 발안바다마트                    | ↔        | 비봉면행정복지센터              | 화성고, 팔탄면행정복지센터, 창곡리, 자안리 | 4회                          | 260~435분         |                                                  |
| 10-5           | 향남교통     | 바디마트                        | ↔        | 나은병원                        | 바다마트 - (← 제로마트 ← 구.종점 ←) - 화성중.고교 - 팔탄초교 - 팔탄면행정복지센터 - 구장삼거리 → 율암삼거리 → 한미약품 → 하저리마을회관 → 자안리 → 청요사거리 → 창곡1~3리 → 구장삼거리 → 이후 역순 | 2회                          |                   |                                                  |
| H10-6(공영)    | 화성도시공사 | 화성시보건소                    | ↔        | 왕림휴게소                      | 화성고, 지월리, 팔탄면행정복지센터, 구장사거리, 기천리, 상기리 | 6회                          | 130~240분         |                                                  |
| H10-7(공영)    | 화성도시공사 | 화성시보건소                    | ↔        | 해병대사령부                    | 화성고, 팔탄면행정복지센터, 덕우공단, 덕리 | 4회                          | 140~300분         |                                                  |
| H10-8(공영)    | 화성도시공사 | 화성시보건소                    | ↔        | 해병대사령부                    | 화성고, 팔탄초교, 가재3리, 덕리 | 7회                          | 85~275분          |                                                  |
| H11            | 산척여객     | 방교동(방아다리마을)            | ↔        | 영천동(현대트랜시스)            | 동탄6동복지센터입구, 산척리, 엘크루아파트, 아이원.자이파밀리에, 동탄호수공원, 우미린2차.호수부영3차, 린스트라우스.한화, 동탄역, 동탄2파출소.농협, 동탄1초교.중흥더테라스 | 40회                         | 15~20분           |                                                  |
| 11             | 명승교통     | 병점동(병점아이파크캐슬)        | ↔        | 병점동(병점아이파크캐슬)        | 송화초등학교.양우내안애 → 신창미션힐.송화초교 → 대창그린아파트 → 주공1단지 → 주공4단지 → 신창2차아파트 → 안화고등학교 → 안화초교.주공8.9단지 → 중심상가 → 롯데시네마 → 진안동 → 태안119안전센터 → 신한에스빌아파트 → 동부출장소앞 → 동부출장소.병점초등학교 → 황구지천.송산교앞 |                              | 30~35             |                                                  |
| 11-1           | 향남교통     | 괘랑리(정남농협)                | ↔        | 남양성지                        | 향남택지지구, 향남읍행정복지센터, 발안삼거리, 화성중고, 팔탄면사무소, 하저리, 화성시청 | 6회                          | 170~190분         |                                                  |
| 11-2           | 명승교통     | 병점역                          | ↔        | 서천지구                        | 주공10~7단지, 삼성반도체, 서천고 | 87회                         | 11분              |                                                  |
| 12             | 명승교통     | 병점역                          | ↔        | 영통역                          | 주공1~5단지, 안화고, 주공8.7단지, 기산동, 망포고, 신영통센트럴하이츠, 벽적골 |                              | 30분              |                                                  |
| 12-1           | 향남교통     | 발안바다마트                    | ↔        | 남양농협                        | 화성고, 팔탄면행정복지센터, 율암리, 노하리, 노하산업단지, 온석리, 무송리, 대광아파트, 화성시청 | 8회                          |                   | 1회 온석1리 경유 (12-1)                          |
| H12            | 산척여객     | 장지동(장지동농협)              | ↔        | 반월동(반월동행정복지센터)      | 레이크반도9차, 아이파크.호수부영4차, 반도10차, 창의고, 동탄역(동측), 이마트.한림대병원, 삼성반도체, 반월리큰고개 → 신영통현대아파트1단지 → 반월동행정복지센터 → 현대타운4단지정문 → 반월리큰고개 → 이후 역순 | 평일 32회 주말.공휴일 30회   | 25~30분           |                                                  |
| 13             | 명승교통     | 병점역                          | ↔        | 반월동행정복지센터              | 월드메르디앙, 진안중학교, 주공12~10·8~7단지, 기산동, 망포고, 잠원초등학교 | 74회                         | 13분              |                                                  |
| 13-1           | 향남교통     | 발안우림·주공                   | ↔        | 발안산업단지                    | 바다마트, 발안초등학교, 향남읍 행정복지센터, 향남고 / 신명스카이뷰, 향남2지구 서봉마을, 하길중학교, 상신리, 향남제약공단 | 54회                         | 15분              |                                                  |
| 13-2           | 향남교통     | 발안바다마트                    | ↔        | 남양도서관                      | 화성고, 팔탄면행정복지센터, 율암리, 하저리, 무송리, 대광아파트, 화성시청 향남순환: 발안초교→ 향남터미널→ 향토박물관→ 행정초교→ 신명스카이뷰→ 홈플러스→ 발안초교 | 23회                         | 35~50분           | 향남순환은 아침 시간대에만 운행                  |
| 13-3           | 향남교통     | 제암리(제암리독립기념관)        | ↔        | 향남리(향남주공18단지)          | |                              | 40~105분          |                                                  |
| 13-3(A)        | 향남교통     | 제암리(제암리독립기념관)        | ↔        | 향남리(향남주공18단지)          | | 2회                          |                   |                                                  |
| H13(A)         | 명승교통     | 동탄역                          | ↔        | 동탄역                          | 동탄역(동측) → 우남퍼스트빌 → C1.지원시설 → 동원.다원중 → 계룡.영천초 → 반도4차.동탄4동복지센터 → 호반베르디움.롯데캐슬 → 한화.린스트라우스 → 동탄역(동측) | 평일.토요일 63회 일요일 20회 | 15분              |                                                  |
| H13(B)         | 명승교통     | 동탄역                          | ↔        | 동탄역                          | 동탄역(서측) → 린스트라우스.한화 → 롯데캐슬.호반베르디움 → 신안2차.반도4차 → 영천초.계룡 → 동원.다원중 → C1.지원시설 → 우남퍼스트빌 → 동탄역(서측) | 45분                         | 15분              |                                                  |
| 13-4           | 향남교통     | 향남2지구                       | ↔        | 남양성지                        | 홈플러스, 화성고, 팔탄면행정복지센터, 율암리, 하저리, 무송리, 대광아파트, 화성시청 | 22회                         | 25~45분           |                                                  |
| 13-3           | 향남교통     | 제암리독립기념관                | ↔        | 향남2지구오색마을               | 폴리텍대, 동방산업단지, 발안우림·주공, 바다마트, 발안초등학교, 향남읍행정복지센터, 향남고 / 신영지웰, 향남2지구 서봉마을, 하길중학교 |                              |                   |                                                  |
| H13-5(공영)    | 화성도시공사 | 향남18단지                      | ↔        | 하가등리                        | 하길초교, 향남1단지, 향남고, 향남읍행정복지센터, 바다마트 | 8회                          | 95~140분          |                                                  |
| H13-6(공영)    | 화성도시공사 | 향남18단지                      | ↔        | 화성고등학교                    | 하길중학교, 향남1단지, 신명스카이뷰, 홈플러스, 향남읍사무소, 바다마트 | 12회                         | 80~130분          |                                                  |
| H13-7(공영)    | 화성도시공사 | 화성고등학교                    | ↔        | 부처내                          | 향남읍행정복지센터, 백토리, 요리 | 11회                         | 80~120분          |                                                  |
| H14(A)         | 청진교통     | 동탄역                          | ↔        | 동탄역                          | 동탄역(동측) → 우남퍼스트빌 → 시범예미지.영천유치원 → 반도1차.모아아파트 →청목초.신안1차 → e편한세상동탄 → 호반베르디움5차 → 호반3차.창의고 → 센트럴힐즈.금강 → 반도3차.금강1차 → 리베라CC → 동탄역(동측) |                              | 14~20분           |                                                  |
| H14(B)         | 청진교통     | 동탄역                          | ↔        | 동탄역                          | 동탄역(서측) → 리베라CC → 반도유보라 → 호반3차.창의고 → 경남아너스빌 → e편한세상동탄 → 예솔초.호반2차.대원2차 → 경남.반도1차 → 영천초.계룡 → 우남퍼스트빌 → 동탄역(서측) |                              | 14~20분           |                                                  |
| H15            | 청진교통     | 동탄역                          | ↔        | LH1단지.한양수자인              | 린스트라우스.한화, 롯데캐슬.호반베르디움, KCC스위첸, 동탄2부영아파트, 동탄행복마을푸르지오아파트, 한백고등학교, 동탄파크자이정문 |                              | 15~20분           |                                                  |
| H16(A)         | 산척여객     | 반송동(노작마을)                | ↔        | 반송동(사랑의교회)              | 노작마을 → 화성미디어센터 → 예당고사거리 → 전하리교회.우미제일 → 예당마을.롯데캐슬(중) → 잎새지하차도 → 동탄1동행정복지센터 → 현대아이파크 → 센트럴파크 → 개나리공원 → 능동주공단지 → 이지더원.밀알교회 → 나래울 → 두산신일아파트 → 모아미래도 → 풍성신미주아파트(중) → 다은마을(중) → 동탄홈플러스.다은마을삼성래미안 → 동탄2동행정복지센터 → 새강주공휴먼시아 → 나루고등학교 → 사랑의교회 |                              | 20~30분           |                                                  |
| H16(B)         | 산척여객     | 반송동(노작마을)                | ↔        | 반송동(사랑의교회)              | 월드반도 → 나루고등학교 → 한화꿈에그린 → 동탄2동행정복지센터 → 동탄홈플러스 → 다은마을(중) → 풍성신미주(중) → 우림필유 → 두산신일아파트 → 나래울 → 이지더원.밀알교회 → 센트럴파크 → 메타폴리스 → 동탄1동행정복지센터 → 잎새지하차도 → 예당마을.롯데캐슬(중) → 우미제일.전하리교회 → 대우푸르지오.예당고등학교 → 화성미디어센터 → 월드반도.노작마을 |                              | 20~30분           |                                                  |
| H17            | 산척여객     | 장지동                          | ↔        | 오산동(국민은행)                | 롯데캐슬.제일풍경채, 자이파밀리에, 금호어울림2차, A83, 레이크자연앤푸르지오, 동탄호수공원.부영4차, 호수부영3차.우미린2차, 정현초.청림중, 금강팬테리움2차, 센트럴힐즈.금강, 반도3.금강,한화.린스트라우스, 동탄역(동측), 상록.테크노밸리.GS자이, 반도유보라6차, 반도5차.파라곤, 신미주아파트, 행복주택.동탄경찰서, 나루마을.월드반도, 새강주공휴먼시아, 반송초중교, 나루고등학교 ,금곡2리, 금곡동, 문화예술회관, 종합운동장 → 중앙동 행정복지센터 → 롯데마트 → 국민은행 → 오색시장 → 시민회관.운동장 → 종합운동장 → 이후 역순 | 35회                         | 25~35분           |                                                  |
| 17             | 금오운수     | 병점역                          | ↔        | 동탄2신도시 반도6차             | 한신아파트, 우남퍼스트빌, 푸른마을, 센트럴파크, 메타폴리스, 솔빛마을, 반송고, 나루마을, 반도5차 | 97회                         | 10분              |                                                  |
| 17-1           | 금오운수     | 병점역                          | ↔        | 동탄신도시 솔빛마을             | 한신아파트, 우남퍼스트빌, 숲속마을, 센트럴파크, 아이파크, 복합문화센터 | 8회                          | 74분              | 휴일 미운행                                      |
| H18            | 수성여객     | 영천동(LH1단지A6정문)           | ↔        | 장지동(동탄2차고지)             | 다원초.파크자이, 한백초중교 - (← 무봉초 ←) - 반도1차.경남, 영천초.계룡, 동탄역, 한화.린스트라우스, 한화.호반.대원, 대우푸르지오.반도유보라, 예솔초.호반2차.대원2차, 베라체.목동초 - 금강4차.목동중, 르파비스, 호반3차.창의고, 금강팬테리움2차, 호수부영1차.서희스타힐스, 아이파크.호수부영5차, 금호어울림.계룡리슈빌, 금호어울림레이크, 레이크반도9차, 호반6차, 롯데캐슬.제일풍경채, 자이파밀리에 |                              | 25~40분           |                                                  |
| 19             | 산척여객     | 반도10차                        | ↔        | 병점역사거리                    | 금강2차, 반도3차, 방교초교, 동탄6동행정복지센터, 에일린의뜰, 새강휴먼시아, 서동탄역입구 | 65회                         | 12~15분           |                                                  |
| H19            | 매봉여객     | 오산대역                        | ↔        | 산척동                          | 오산대역(후문) - 은계주공아파트, 오산종합운동장, 운암주공1단지후문 - 롯데오산물류 - 자이파밀리에.아이원 → 동탄호수공원.부영4차 → 호수부영3차.우미린2차 → 정현초.청림중 → 호수부영1차 → 호수부영5차.아이파크 → 호수부영4차.아이파크 → 아이원.자이파밀리에 → 이후 역순 | 평일 60회 주말.공휴일 20회   | 12~45분           |                                                  |
| 19-1           | 산척여객     | 힐스테이트동탄                  | ↔        | 병점역사거리                    | 예솔초교, 우남퍼스트빌, 동탄역입구, 동탄초교, 반송초중교, 서동탄역입구 | 63회                         | 14분              |                                                  |
| 19-2           | 산척여객     | 장지동                          | ↔        | 병점역사거리                    | 반도9차, 동탄6동주민센터, 동탄초교, 에일린의뜰, 새강휴먼시아, 서동탄역입구 | 32회                         | 27분              |                                                  |
| 19-3           | 산척여객     | 동탄2신도시 LH1단지             | ↔        | 병점역사거리                    | 한백고, 동탄2파출소, 동탄역, 동탄초등학교, 새강휴먼시아, 서동탄역입구 | 45회                         | 20분              |                                                  |
| 19-5(A)        | 산척여객     | 장지동                          | ↔        | 동탄역                          | 서연중고등학교, 동탄호수공원, 정현초.청림중, 힐스테이트동탄, 신리천리베라마을 | 50~60                        |                   |                                                  |
| 19-5(B)        | 산척여객     | 동탄역                          | ↔        | 병점역사거리                    | 신리천리베라마을, 힐스테이트동탄, 정현초.청림중, 동탄호수공원 , 서연중고등학교, 호수자이파밀리에, 한국지역난방공사, 신미주아파트.포스코2차, 나루마을.월드반도, 모아포스코아파트, 파크자이 | 65~115                       |                   |                                                  |
| 20             | 화성순환     | 사강                            | ↔        | 마산포 어도                     | 마산리, 고포리 | 15회                         | 50~90분           |                                                  |
| H20            | 화성순환     | 진안동(병점역후문)              | ↔        | 오산동(동탄역동측)              | 효성해링턴플레이스, 성호아파트, 풍성신미주아파트(중), 나루마을,한화꿈에그린2차, 방교초,레이크자이더테라스, 의료시설부지, 한화.린스트라우스 → 동탄역(동측) → 롯데캐슬.포스코더샵 → 한화.린스트라우스 → 이후 역순 | 18회                         | 32분              |                                                  |
| 20-1           | 화성순환     | 사강                            | ↔        | 사강                            | 고모리· 독지리· 백곡리· 홍법리 | 16회                         |                   |                                                  |
| 20-2           | 화성순환     | 사강                            | ↔        | 사강                            | 용포리· 고정리· 천등리· 공룡알화석지 | 12회                         |                   |                                                  |
| 20-3           | 화성순환     | 사강                            | ↔        | 사강                            | 광평리· 홍법리· 왕모대· 쌍송공단· 남양 | 8회                          |                   |                                                  |
| 20-4(A)        | 화성순환     | 사강                            | ↔        | 남양농협                        | 교통안전공단, 마도, 청원초교, 바이오밸리, 마도산업단지, 우림아파트 | 4회                          |                   |                                                  |
| 20-4(B)        | 화성순환     | 사강                            | ↔        | 남양리(남양성지)                | 사강정형외과, 돼지고개.삼존리물미,, 구리섬휴게소, 마도농협.화도중입구, 청원초교, 청원3리입구, 바이오단지입구, 마도산업단지, 남양타운, 남양우림아파트 | 2회                          |                   |                                                  |
| 20-5           | 매봉여객     | 신남                            | ↔        | 사강                            | 기산베스트빌, 남양뉴타운.양우내안애, 동양초등학교.남양중학교.남양고등학교, 남양성지, 우림아파트, 재래시장.마도삼거리, 돼지고개.삼존리물미, 사강정형외과 | 30회                         | 15~30             |                                                  |
| 20-6           | 매봉여객     | 신남                            | ↔        | 사강                            | 화성시청, 남양뉴타운.양우내안애, 남양성지, 우림아파트, 재래시장.마도삼거리, 돼지고개.삼존리물미, 사강정형외과 | 30회                         | 40~70             |                                                  |
| 22             | 다원교통     | 수영리(수현초.수현중)           | ↔        | 어천역                          | 봉담2LH3단지, 봉담초등학교, 이편한세상신봉담, 중흥에듀포레, 어울림공원, 수영초교, 쌍용아파트, 매송초교, 원평 |                              | 30분              |                                                  |
| 22-1           | 송산여객     | 어천역                          | ↔        | 수원역                          | 어천저수지, 원평, 천천리, 오목천태산.서희A, 고색역, 신병원, 공구유통타운, 동남A | 13회                         | 60~180분          |                                                  |
| 22-2           | 제부마을     | 송산그린시티                    | ↔        | 수원역                          | 비봉, 야목, 어천, 원평, 천천리, 고색동 | 9회                          | 60~120분          | 토·일·공휴일 야목3리↔수원역 구간 운행            |
| 22-3(A)        | 제부마을     | 장전리                          | ↔        | 수원역                          | 비봉, 어천, 원평, 천천, 오목천 | 5회                          |                   |                                                  |
| 22-3(B)        | 제부마을     | 신경대학교                      | ↔        | 수원역                          | 북양리, 무송리, 화성시청, 양노리, 비봉, 어천, 원평, 천천, 오목천 | 5회                          |                   |                                                  |
| 22-4           | 매봉여객     | 어천역                          | ↔        | 반도유보라.아이비파크           | (← 매송면행정복지센터 ← 숙곡리삼거리 ←) - 야목1리 - 야목역 - 유포교차로 - 새솔고 - 세영리첼 → 요진Y시티 → 송산5 → 대방노블랜드 → 반도유보라.아이비파크 → 세영리첼 → 이후 역순 | 평일 21회 주말.공휴일 9회    | 60~180분          |                                                  |
| 22-5           | 매봉여객     | 함백산추모공원                  | ↔        | 양노리(비봉중고등학교)          | 어천저수지, 어천역, 어천역1번출구, 숙곡리천불사, 쌍학리, 구포리과수원 |                              | 20~60분           |                                                  |
| 22-5           | 매봉여객     | 함백산추모공원                  | ↔        | 어천역                          | 어천저수지,어천역 |                              | 30~60분           |                                                  |
| H24            | 수성여객     | 병점역                          | ↔        | 영천동(동탄2LH4단지)            | 홈플러스병점점, 주공4단지, 능동주공단지, 한빛마을.석우중학교(중), 메타폴리스(중), 동탄홈플러스, 노작마을.한화우림, 행복주택.동탄경찰서, 리베라CC, 동탄역, 우남퍼스트빌.자이, 시범예미지.영천유치원, 동탄행복마을푸르지오아파트, 한백초중교 | 평일.토요일 24회 일요일 12회 | 25~35분           |                                                  |
| H25            | 명승교통     | 병점역                          | ↔        | 반송동(동탄복합문화센터)        | 병점역(1번출구) - (→ 화성보건소 → 홈플러스 → 신창미션힐.송화초교 → 동부출장소.병점초등학교 →/← 신한에스빌아파트 ← 태안119안전센터 ←) - 화남아파트 - 다람산공원.진안도서관 - 미득골마을 - 진안초교 - 주공10단지 - 주공11단지.우남퍼스트빌2차 - 참누리아파트.기산중학교 - 행림마을.삼성래미안 - SK뷰파크 - 반월e편한세상 - (← 농서리 ←) - 삼성반도체후문 - IT단지(중) - 한림대병원 - 우미제일.전하리교회 - 예당예원초 - 동탄1동행정복지센터 - 동양파라곤 → 롯데캐슬.복합문화센터 → 동탄복합문화센터 → 동양파라곤 → 이후 역순  |                              | 35분              |                                                  |
| 27             | 금오운수     | 병점역                          | ↔        | 한림대병원                      | 진안동중심상가, 안화고, 숲속마을, 센트럴파크, 예당마을 | 108회                        | 9분               |                                                  |
| 27-1           | 금오운수     | 병점역                          | ↔        | 예당고                          | 주공1.4단지, 숲속풍성신미주, 능동고, 센트럴파크, 예당마을 | 28회                         | 30~35분           |                                                  |
| 27-2           | 금오운수     | 병점역                          | ↔        | 나루고                          | 진안동중심상가, 안화고, 숲속마을, 센트럴파크, 메타폴리스, 새강휴먼시아, 반송중학교 | 8회                          | 80분              | 휴일 미운행                                      |
| 29             | 산척여객     | 도로교통연구원                  | →        | 도로교통연구원                  | 신리고, 르파비스, 예솔초, 동탄4동주민센터, 동탄역, 반도3차 | 24회                         | 37분              |                                                  |
| 31             | 소망교통     | 장안대학교                      | ↔        | 수원역 (환승센터)               | 협성대, 봉담고, 동화1~5단지, 와우초교, 수영오거리, 오목천동, 수원산업단지, 고색동 | 65회                         | 13~20분           |                                                  |
| 31-1           | 소망교통     | 봉담2지구                       | ↔        | 수원역 (환승센터)               | 봉담읍행정복지센터, 동화1~6단지, 수영오거리, 오목천동, 수원산업단지, 고색동 | 24회                         | 40분              |                                                  |
| 31-2           | 소망교통     | 수원과학대                      | ↔        | 수원역 (환승센터)               | 수기리, 협성대, 봉담고, 동화1~5단지, 와우초교, 수영오거리, 오목천동, 수원산업단지, 고색동 |                              |                   |                                                  |
| 35             | 부광여객     | 와우리                          | ↔        | 병점                            | 쌍용아파트, 수원대, 융건릉, 용주사, 안녕동, 병점역후문, 유앤아이센터, 병점역, 진안동중심상가→ 안화고→ 주공5~1단지 | 10회                         | 75~80분           |                                                  |
| 35-1           | 부광여객     | 수원과학대                      | ↔        | 병점역사거리                    | 청광아파트, 그린피아, 융건릉, 용주사, 안녕동, 병점역후문, 유앤아이센터 | 53회                         | 15~20분           |                                                  |
| 35-2           | 부광여객     | 동보아파트                      | ↔        | 병점                            | 쌍용아파트, 임광아파트, 수원대, 융건릉, 중외제약, 안녕동, 병점역후문, 유앤아이센터, 병점역, 진안동중심상가→ 안화고→ 주공5~1단지 | 57회                         | 15~20분           |                                                  |
| 36             | 향남교통     | 발안바다마트                    | ↔        | 구문천리 요당리                 | 화성시보건소, 상신리, 향남제약공단 |                              |                   |                                                  |
| 36-1           | 향남교통     | 발안바다마트                    | ↔        | 하길리                          | 화성시보건소, 상신리 |                              |                   |                                                  |
| 36-2           | 향남교통     | 발안바다마트                    | ↔        | 구문천리 요당리 하길4리         | 화성시보건소, 상신리, 향남제약공단 |                              |                   |                                                  |
| 36-3           | 향남교통     | 발안바다마트                    | ↔        | 구문천리 요당리 하길리          | 화성시보건소, 상신리, 향남제약공단→ 구문천리→ 요당리→ 향남제약공단→ 하길리 |                              |                   |                                                  |
| 37             | 향남교통     | 화성고등학교                    | ↔        | 그린피아                        | 발안바다마트, 홈플러스, 신명스카이뷰, 향남고, 주공7단지, 화성종합경기타운, 그린환경센터, 화성농산물센터, 마하리, 백리, 정남, 수원과학대 |                              | 120분             |                                                  |
| 38             | 부광여객     | 배양1동                         | ↔        | 우남3차                         | 기안동, 와우농협, 수원대, 융건릉, 안녕동, 진안동, 안화고, 병점역사거리 |                              |                   |                                                  |
| 38-1           | 부광여객     | 배양1통                         | ↔        | 능동(우남퍼스트빌3차            | 배동행정복지센터, 신일해피트리후문, 기안중, 와우농협, 수원대학교, 융건릉, 용주사, 남수원현대아파트, 안녕농협삼거리, 송산동입구, 롯데시네마, 중심상가 , 안화고등학교, 주공4단지, 주공1.2단지, 동부출장소앞, 병점역사거리, 홈플러스.벌말초교.신창미션힐.송화초교 | 14회                         |                   |                                                  |
| 39             | 산척여객     | 장지동                          | ↔        | 동탄역                          | 반도9차, A82, 방교초교, 동탄6동주민센터, 동탄초교 |                              |                   |                                                  |
| 39             | 향남교통     | 발안바다마트                    | ↔        | 구문천4리                       | 화성시보건소, 상신리→ 구문천4리→ 상신5리→ 상신리 |                              |                   |                                                  |
| 39-1           | 향남교통     | 발안바다마트                    | ↔        | 상신리                          | 화성시보건소 |                              |                   |                                                  |
| 39-2           | 향남교통     | 발안바다마트                    | ↔        | 구문천4리                       | 화성시보건소→ 상신리→ 구문천4리→ 상신5리→ 상신리→ 주공5.6단지→ 홈플러스 |                              |                   |                                                  |
| H50(공영)      | 화성도시공사 | 송교리                          | ↔        | 제부리(매바위종점)              | 제부도입구 → 제부초소 → 제부도선착장 → 해안산책로 → 제부랜드놀이동산 → 매바위종점 → 제부소방서.보건소 → 캠핑장입구 → 제부초소 → 제부도입구 | 20회                         | 15~20분           |                                                  |
| 50             | 소망운수     | 대광아파트                      | ↔        | 병점역사거리                    | 화성시청, 남양읍 행정복지센터, 북양리, 청요리, 상기리, 왕림리, 장안대학교, 봉담읍 행정복지센터, 동화리, 수기리, 수원과학대학교, 융건릉, 안녕동, 병점역후문 | 15회                         | 40~60             | 제부도 바닷길 통행 불가할 시 미운행              |
| 50-1           | 제부마을     | 남양사거리                      | ↔        | 조암                            | 화성서부경찰서, 신남리, 장덕리(매바위), 석포리, 주곡리, 화수사거리 | 10회                         | 60분              |                                                  |
| 50-2           | 매봉여객     | 남양성지                        | ↔        | 사강                            | 화성서부경찰서, 신남1리, 장덕1리(잡재기), 마도산업단지, 쌍송2리, 청원리, 마도, 금당리, 해문리 | 10회                         |                   |                                                  |
| 50-5           | 다원교통     | 남양리(남양읍행정복지센터)      | ↔        | 신외리(신외2리.고잔)            | 남양읍행정복지센터, 남양사거리, 남양성지 | 13회                         |                   |                                                  |
| 50-8           | 다원교통     | 대광아파트                      | ↔        | 송산그린시티                    | 화성시청, 남양사거리, 북양1리 | 8회                          | 60~120분          |                                                  |
| H50-3(공영)    | 화성도시공사 | 신경대                          | →        | 안석리                          | 신경대학교 - 남양뉴타운9단지 - 남양동광뷰엘 - 남양읍행정복지센터 - 기업은행 - 남양중.고교입구 - 남양뉴타운 → 화성시청 → 대광아파트 → 무송1통마을입구 → 무송교차로 → 안장골입구 → 온석2통 → 안장골입구 → 활초교회 → 활초동마을회관 → (살곶이 → 활초동마을회관) → 활초삼거리 → 안석1통 → 안석2통 → 화성서부경찰서 → 현대아파트 → 남양뉴타운 → 이후 역순 | 9회                          | 40~65분           |                                                  |
| H50-4(A)(공영) | 화성도시공사 | 남양리                          | ↔        | 남양리(기업은행)                | 신경대학교 - 남양뉴타운9단지 - 현대아이파크 - 우림필유 - 남양동광뷰엘 → 남양고 → 남양중고교입구 → 기업은행 → 남양사거리 → 남양읍행정복지센터 → 남양도서관.동광뷰엘 → 남양동광뷰엘 → 이후 역순 | 16회                         | 50~70분           | 토·일·공휴일 신경대↔남양사거리 구간 운행         |
| H50-4(B)(공영) | 화성도시공사 | 남양리                          | ↔        | 남양리(금강아파트)              | - 남양뉴타운10단지 - 화성시청 - 대광아파트 - 화성시청 - (→ 남양뉴타운.상가단지 →/← 시티프라디움1차 ←) - 대광2차아파트 - (→ 남양현대2차 →) - 남양뉴타운.양우내안애 - 동양초.남양중고교 - 남양성지 - 우림아파 | 21회                         | 40~65분           |                                                  |
| H50-6(공영)    | 화성도시공사 | 금강아파트                      | ↔        | 대광2차                         | 우림아파트, 남양성지, (화성시청, 대광1차) | 26회                         | 30분              |                                                  |
| H50-7(공영)    | 화성도시공사 | 남양리                          | ↔        | 사강리(사강복지회관)            | 남양현대아이파크 - 남양우림필유 - (→남양고 → 남양중고교입구 →/← 남양도서관.동광뷰엘 ← 남양읍행정복지센터 ←) - 남양성지 - 우림아파트 - 재래시장.마도삼거리 - 사강정형외과 | 10회                         | 90~180분          |                                                  |
| H51(공영)      | 화성도시공사 | 전곡리(전곡항)                  | ↔        | 백미리(백미리사랑방)            | 어촌민속전시관 - 장외리.오리골 - 제부도입구 - 살고지입구 - 지긋말 - 장외리 - 광평삼거리 - 서신초교 - 서신면행정복지센터 - 백석 - 한맥중공업 | 10회                         | 100~120분         |                                                  |
| H52            | 화성도시공사 | 전곡리(전곡항)                  | ↔        | 궁평리(궁평유원지)              | 장외리.오리골, 제부도입구, 살고지입구, 지긋말, 장외리, 광평삼거리, 서신초교, 서신면행정복지센터, 백석, 해운경로당 | 6회                          | 100분             |                                                  |
| H53            | 화성도시공사 | 전곡리(전곡항)                  | ↔        | 매향리 (매향2리)                | 장외리.오리골, 제부도입구, 살고지입구, 지긋말, 장외리, 광평삼거리, 서신초교, 서신면행정복지센터, 백석, 해운경로당, 궁평항, 매향3리회센터 | 7회                          | 130~150분         |                                                  |
| 66             | 부광여객     | 한승미메이드                    | ↔        | 병점역                          | 화산초교, 안녕농협, 병점역후문 | 16회                         | 30~60분           | 5회 황계동 경유                                  |
| 77             | 소망운수     | 화성중고등학교                  | ↔        | 길성리                          | 발안사거리, 향남홈플러스, 향남2지구, 상두리, 백토리, 요리 | 8회                          | 110~150           |                                                  |
| 78             | 소망운수     | 화성중고등학교                  | ↔        | 양감                            | 발안사거리, 향남홈플러스, 향남2지구, 대양리, 양감면사무소, 요당리, 신왕리 |                              | 130~190           |                                                  |
| 79             | 소망운수     | 향남2지구                       | ↔        | 양감                            | 향남홈플러스, 향남초교, 양감면행정복지센터, 용소리, 사창리 |                              | 130~140           |                                                  |
| 80             | 소망운수     | 향남2지구                       | ↔        | 병점역                          | 향남홈플러스, 발안사거리, 향남터미널, 동오리, 정남, 괘랑리, 안녕동, 병점역후문 | 30~140                       |                   |                                                  |
| 100            | 부광여객     | 화남아파트                      | →        | 화남아파트                      | 병점역, 성호아파트, 푸른마을신일해피트리, 한신아파트, 주공4·5·9단지 | 13회                         | 30분              | 평일만 운행                                      |
| 100(A)         | 부광여객     | 병점화남아파트                  | →        | 병점화남아파트                  | | 13회                         | 50~90분           | 100번과 역순으로 운행.                           |
| 100-1          | 부광여객     | 우남아파트                      | ↔        | 남퍼스트빌3차아파트             | 피크자이1~2차, 병점고등학교, 신창2차아파트, 안화고등학교, 롯데시네마, 병점역 |                              | 50~60분           |                                                  |
| 333            | 수성여객     | 수기리(그린피아호텔)            | ↔        | 오산역(환승센터)                | 수원과학대학교, 관항2리, 정남도서관, 정남초교, 용수리, 망월리, 덕절3리, 벌음동, 오산초교, 남촌오거리, 롯데마트, 신양아파트사거리 | 14회                         | 40~130분          | 6회 정남면 행정복지센터 경유 그린피아호텔 행 3회 |
| 709            | 소망운수     | 서동탄역                        | ↔        | 동탄파라곤                      | 푸른마을, 숲속마을, 센트럴파크, 메타폴리스 | 38회                         | 20~25분           |                                                  |
| 709-1          | 소망운수     | 서동탄역                        | ↔        | 서동탄역                        | 푸른마을, 풍성아파트, 새강마을>동탄2동행정복지센터>시티병원>다은마을 |                              | 40~110            |                                                  |